# Ilam (distrito)
IlamListenⓘ é um distrito da zona de Mechi, no Nepal. A sua sede é a cidade de Ilam, cobre uma área de 1 703 km² e a sua população, em 2011, era de 290254  habitantes.

## References
1. ↑  «Household and population by districts, Central Bureau of Statistics (CBS) Nepal» (PDF). Consultado em 17 de abril de 2013. Arquivado do original (PDF) em 31 de julho de 2013